# Геттісбург (Південна Дакота)
Геттісбург (англ. Gettysburg) — місто (англ. city) в США, в окрузі Поттер штату Південна Дакота. Населення — 1104 особи (2020).

## Географія
Геттісбург розташований за координатами 45°0′21″ пн. ш. 99°57′13″ зх. д. / 45.00583° пн. ш. 99.95361° зх. д. (45.005856, -99.953705).  За даними Бюро перепису населення США в 2010 році місто мало площу 4,89 км², уся площа — суходіл.

## Демографія
Згідно з переписом 2010 року, у місті мешкали 1162 особи в 534 домогосподарствах у складі 310 родин. Густота населення становила 238 осіб/км².  Було 617 помешкань (126/км²).
Расовий склад населення:
| - 97,3 % — білих - 1,2 % — корінних американців - 0,3 % — чорних або афроамериканців - 0,2 % — азіатів |

До двох чи більше рас належало 1,0 %. Частка іспаномовних становила 0,6 % від усіх жителів.
За віковим діапазоном населення розподілялося таким чином: 19,7 % — особи молодші 18 років, 52,7 % — особи у віці 18—64 років, 27,6 % — особи у віці 65 років та старші. Медіана віку мешканця становила 50,3 року. На 100 осіб жіночої статі у місті припадало 93,7 чоловіків;  на 100 жінок у віці від 18 років та старших — 89,6 чоловіків також старших 18 років.
Середній дохід на одне домашнє господарство  становив 65 084 долари США (медіана — 48 333), а середній дохід на одну сім'ю — 72 895 доларів (медіана — 54 875). Медіана доходів становила 37 008 доларів для чоловіків та 30 481 долар для жінок. За межею бідності перебувало 9,3 % осіб, у тому числі 15,1 % дітей у віці до 18 років та 10,4 % осіб у віці 65 років та старших.
Цивільне працевлаштоване населення становило 660 осіб. Основні галузі зайнятості: освіта, охорона здоров'я та соціальна допомога — 27,9 %, сільське господарство, лісництво, риболовля — 15,6 %, роздрібна торгівля — 14,7 %.